# ヌーベル・フロンティエール
ヌーベル・フロンティエール(仏: Nouvelles Frontières)は、フランスの大手旅行会社。1967年、ジャック・マイヨ(Jaques Maillot)により設立。航空便の運航も行っている。現在は、TUIグループの一員となっている。

## 歴史
- 1967年 ヌーベル・フロンティエール社設立
- 1982年 海外県、海外領土への旅客便運航開始。
- 1990年 コルセール社を買収。
- 2002年 TUIグループの経営管理下にはいる。

## 系列企業
- TUI France
- Havas Voyages
- JV
- Ultra Vacances
- Corsairfly
- Hôtels Paladiens